# Horacio Zeballos
Horacio Zeballos (født 27. april 1985 i Mar del Plata, Argentina) er en professionel mandlig tennisspiller fra Argentina.